# جیمز مل
جیمز مل (انگلیسی: James Moll) یک کارگردان، تهیه‌کننده و تدوین‌گر اهل ایالات متحده آمریکا است. وی همچنین برنده جوایزی همچون جایزه امی و جایزه اسکار بهترین فیلم مستند برای فیلم روزهای آخر شده است.